# Dyshawn Pierre
Dyshawn Pierre (Whitby, 17 novembre 1993) è un cestista canadese, professionista in Europa.

## Carriera

### Gli anni a Sassari

#### 2017-18
Dopo la prima stagione da professionista in Germania, viene ingaggiato dalla Dinamo Sassari per l'annata 2017-18. Giunge in Sardegna per giocare più da sesto uomo che da titolare nel quintetto base. In ogni caso, i maggiori spazi presenti nel roster in seguito al taglio di Levi Randolph gli consentono, verso metà stagione, di poter giocare più minuti sul parquet. Il 27 gennaio 2018 sigla contro Torino il suo attuale record di punti in Italia: 27. Questa prestazione supera la precedente fatta registrare appena una settimana prima: 26 punti e 10 rimbalzi contro Cantù. Nel girone di ritorno il suo minutaggio cala in seguito all'arrivo del pariruolo Josh Bostic. Conclude il campionato con 7,9 punti e 4 rimbalzi di media. Nonostante la sua squadra abbia ottenuto il peggior piazzamento della sua storia in Serie A, non riuscendo a qualificarsi per la prima volta né alle Final 8 né ai play-off, la società, ritenendo utile il giocatore, decide di rinnovargli il contratto ben prima della fine del campionato.

#### 2018-19
Il secondo anno di Pierre a Sassari inizia sulla scia del precedente. Il nuovo coach Vincenzo Esposito, infatti, preferisce farlo partire dalla panchina, concedendogli di norma circa 20 minuti a gara di utilizzo. Questo stato di cose prosegue fino a metà febbraio 2019, quando l'allenatore dimissionario viene sostituito da Gianmarco Pozzecco. Con la nuova guida tecnica il ruolo di Pierre nel roster cambia profondamente, divenendo una delle colonne della Dinamo fino al termine della stagione. Da questo momento in poi, infatti, il canadese diviene l'ala piccola titolare del quintetto di Pozzecco. L'esordio del nuovo coach in Coppa Italia contro Venezia vede subito la trasformazione del giocatore che, in 34 minuti di utilizzo, realizza 24 punti e cattura 9 rimbalzi. I miglioramenti di Pierre proseguono in campionato: alla 27ª contro Pistoia eguaglia il record di 27 punti fatto registrare l'anno precedente, a cui aggiunge 12 rimbalzi. Conclude la stagione regolare con 9,1 punti e 4,2 rimbalzi di media. Con 7,5 punti e 4,2 rimbalzi di media, inoltre, contribuisce alla vittoria della Dinamo in FIBA Europe Cup.
Nei play-off scudetto si rivela l'arma in più di Sassari nelle serie contro Brindisi e Milano, vinte entrambe per 3-0. La sua capacità di andare a rimbalzo e di giocare spalle a canestro si accorda perfettamente con le caratteristiche tecniche dei compagni Rashawn Thomas e Jack Cooley, che di fatto rendono la Dinamo una squadra con tre lunghi sul parquet. Nella serie contro Venezia, invece, Pierre soffre la difesa asfissiante degli avversari, tanto che le sue cifre realizzative si abbassano (solo due volte in doppia cifra contro Venezia su sette gare rispetto al 6/6 delle precedenti gare). Chiude i play-off alla media di 11,5 punti e 6,4 rimbalzi.

#### 2019-20
Il 21 luglio 2019 viene ufficializzato il rinnovo di Pierre, al terzo anno con la Dinamo. La stagione, poi interrotta per l'epidemia di COVID-19, inizia subito bene per Pierre, che contribuisce alla vittoria in Supercoppa, mentre in campionato migliora le proprie statistiche chiudendo con 13,8 punti e 7 rimbalzi di media in 21 gare. In particolare, il 19 gennaio 2020 ritocca il proprio record di punti in Italia: 29 contro Pesaro.

## Statistiche

### College
| Anno      | Squadra       | PG  | PT  | MP   | TC%  | 3P%  | TL%  | RP  | AP  | PRP | SP  | PP   |
| --------- | ------------- | --- | --- | ---- | ---- | ---- | ---- | --- | --- | --- | --- | ---- |
| 2012-2013 | Dayton Flyers | 31  | 28  | 27,3 | 53,6 | 46,2 | 67,1 | 5,1 | 2,0 | 0,4 | 0,2 | 8,8  |
| 2013-2014 | Dayton Flyers | 37  | 36  | 26,9 | 49,5 | 40,9 | 67,6 | 5,5 | 1,6 | 0,5 | 0,4 | 11,2 |
| 2014-2015 | Dayton Flyers | 36  | 35  | 33,4 | 46,3 | 35,6 | 67,6 | 8,1 | 2,9 | 0,6 | 0,4 | 12,7 |
| 2015-2016 | Dayton Flyers | 22  | 20  | 33,2 | 44,5 | 34,7 | 84,6 | 8,5 | 2,3 | 0,6 | 0,2 | 12,6 |
| Carriera  | Carriera      | 126 | 119 | 29,9 | 48,1 | 38,4 | 70,6 | 6,7 | 2,2 | 0,5 | 0,3 | 11,3 |

### Eurolega
| Anno       | Squadra    | PG  | PT | MP   | TC%  | 3P%  | TL%  | RP  | AP  | PRP | SP  | PP  |
| ---------- | ---------- | --- | -- | ---- | ---- | ---- | ---- | --- | --- | --- | --- | --- |
| 2020-2021  | Fenerbahçe | 36  | 6  | 24,2 | 54,7 | 41,7 | 88,0 | 3,3 | 2,0 | 0,5 | 0,4 | 9,1 |
| 2021-2022  | Fenerbahçe | 28  | 26 | 27,8 | 47,1 | 31,2 | 82,9 | 4,4 | 2,0 | 1,0 | 0,4 | 8,3 |
| 2022-2023  | Fenerbahçe | 29  | 22 | 22,8 | 48,2 | 48,6 | 58,6 | 3,8 | 1,6 | 0,3 | 0,2 | 7,2 |
| 2023-2024  | Fenerbahçe | 27  | 24 | 19,8 | 44,1 | 30,2 | 91,7 | 3,9 | 1,0 | 0,6 | 0,1 | 5,6 |
| 2024-2025† | Fenerbahçe | 25  | 1  | 11,6 | 43,8 | 36,7 | 94,1 | 2,0 | 0,8 | 0,3 | 0,2 | 3,3 |
| Carriera   | Carriera   | 145 | 79 | 21,6 | 48,7 | 38,4 | 83,3 | 3,5 | 1,5 | 0,5 | 0,2 | 6,9 |

## Palmarès

### Squadra
- Campionato turco: 3

Fenerbahçe: 2021-2022, 2023-2024, 2024-2025
- Coppa di Turchia: 2

Fenerbahçe: 2024, 2025
- Supercoppa italiana: 1

Dinamo Sassari: 2019
- FIBA Europe Cup: 1

Dinamo Sassari: 2018-2019
- Eurolega: 1

Fenerbahçe: 2024-2025

### Individuale
- Basketball Champions League Second Best Team

Dinamo Sassari: 2019-20